# Joladour
August Paolo Joladour, Geburtsname Aman Te-in Joladour (* 1829 im Südsudan; † nach 1871), aus dem Volk der Dinka, war einer der Sklaven, die Fürst Hermann von Pückler-Muskau 1837 auf seiner Orientreise (1834 bis 1840) begleiteten. In Deutschland wurde er zum Missionar ausgebildet.

## Leben
Ein Selbstzeugnis belegt: „Im Jahre 1829 bin ich Aman Te-in am Fuße des Mondgebirges und zwar an der Quelle des Bahar el Abiad geboren. Meine Mutter habe ich nicht gekannt; mein Vater, welcher Dgiolaodour hieß, war Häuptling der Dingavis, eines sehr zahlreichen Negerstammes im Innern von Afrika. So viel ich mich erinnere, hatte mein Vater Ansehnliche Besitzthümer an Land und Vieh (Ziegen, Büffel, u. a. Th.). Meine Landsleute sind gutmüthige, gastfreundliche Menschen; sie werden hart bedrängt von den hab- und Rachsüchtigen, sehr rohen Gallas, welche, im Vereine mit Arabischen Stämmen, in das fruchtbare Dingaviland einfallen und dasselbe plündern; die geraubten Güter, zu welchen auch die Negerkinder gezählt werden, verkaufen sie nach Nubien und Egypten an die Türken. – In einem Vertheidigungskriege gegen die Gallas und Beduinen 1834 wurde mein Vater durch einen Wurfspies getödtet; durch den Sturz. Des Häuptlings entstand die größte Verwirrung, welche von Den Beduinen schrecklich benutzt wurde. Ich gehörte zu den Geraubten. Ohne dieses Ereignis würde nach dem Tode Meines Vaters das Dingaviland an mich und meine Brüder Adour und Aliab gekommen sein. – Die Beduinen übergaben mich dem Pascha Selim Kashiff; wenige Monde darauf, ich war nun sechs Jahre alt, überließ mich der Pascha dem Fürsten Pückler von Muskau, welche im Jahre 1836 Egypten bereiste; 1840 brachte mich der Fürst, nach Beendigung der Reise im Orient, mit nach Moskau.“.

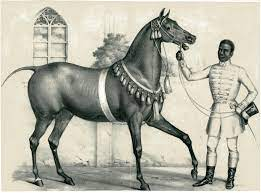
Joladour mit einem arabischen Hengst des Fürsten Pückler, um 1840/45. Erben nach Fürst Pückler in Branitz bei der Stiftung Fürst-Pückler-Museum Park und Schloss Branitz

Wie andere Sklaven wurde Joladour zum Prestigegewinn des Fürsten im Juni oder Juli 1837 gekauft, „befreit“ und nach Europa verschleppt. Pückler berichtete von seiner Tour durch deutsche Städte, so sich dieser mit seinen arabischen Pferden und Joladour 1841/42 präsentierte: „Diese Pferde und Joladour sind meine hervorragendsten Eigenschaften“.
In Muskau, dem Sitz des Fürsten Pückler, erhielt Jouladour von zwei Lehrern Unterricht, stand unter der Vormundschaft des fürstlichen Forstmeisters und wurde 1844 getauft (Taufpate war der Fürst), um ab Ende 1844 in Dresden und dann Halle unterrichtet und an einer Missionsanstalt zum Missionar ausgebildet zu werden: „Nach Erlernung der deutschen Sprache (in Egypten sprach ich arabisch und auf den Reisen im Orient italienisch), erhielt ich Unterricht in der christlichen Religion, und im vollendeten 14ten Lebensjahre war Ich in den Religionskenntnissen so weit vorgerückt, dass ich am 9. Juli 1844 mit den Namen August Paolo getauft, und als evangelisch-lutherischer Christ confirmirt wurde... Am 29. Dezember 1844 wurde ich in der Missionsanstalt zu Dresden aufgenommen; vor wenigen Wochen habe ich dieselbe verlassen, weil die Direktion sich definitiv dahin entschied: von Errichtung einer Missionsstation in Afrika, wegen Mangel an Unterhaltungsmitteln, abzustehen, und zu meiner Anderer Seits gewünschten Ausbildung keine Mittel verwenden zu können. Einer Einladung, diese Ausbildung in Halle zu empfangen, folgte ich mit Freuden.“ Es folgte 1850 eine Erziehung bei einem Pfarrer in Reichenberg bei Dresden, weswegen er wohl nicht sofort von preußischen Militär eingezogen wurde, denn formaljuristisch galt Joladour als freier preußischer Staatsbürger.
Joladour entschied sich 1853 für den Dienst als Kammerherr (Valet) beim Prinzen Carl von Preußen: „Diese günstigen Versprechungen alle, daß ich bei dem Prinzen gut haben würde, sind die einfachen Motiven, welche mich veranlaßten, daß ich seit dem ersten Oktober das infame Militärleben ein vollständiges Valet zusagte und trat somit in die meiner Hoffnungen neu beglückenden Diensten Sr. K. H. des Prinzen Carl von Preußen ein.“ Im Gefolge Carls wurde er 1854 und 1861 erwähnt.
1871 hielt er Vorträge über „Sitten und Gebräuche der Neger in Centralafrika“ und suchte als Sprachlehrer und Dolmetscher sein Auskommen, danach verliert sich die Spur.